# Tufte IL
Tufte IL är ett norskt fotbollslag konstruerat för TVNorges realityprogram Heia Tufte!. I Sverige motsvaras det av FC Z. Namnet kommer från en reklamfilm för Norsk Tipping.
Laget förlorade mot FC Z 0-1, efter en straff i slutet av matchen.